# شرائط اختبار سلامة الأغذية
شرائط اختبار الأغذية
هي منتجات تحدد إذا كان الطعام يحتوي على بكتيريا الممرضة ام لا، يمكن استخدام هذه الشرائط على الأسطح الصلبة، الطعام، أو الماء. مصممة معظمها للاستخدام السريع والسهل في المنزل أو تجارياُ.
وهي أداة كشف بسيطة وفعالة ومنخفضة التكلفة، توفر شرائط الاختبار ضمانة فعالة للكشف السريع لسلامة الأغذية. تتم عبر عدة تقنيات ومن ثم يتم تحليلها لفترة وجيزة باستخدام آليات خاصة مثل أجهزة الورقية ميكروفلويديك التحليلية،-مواد علامات النانو ومحلل الورق. وأخيرا، يتم استنتاج نتيجة شرائط الاختبار للقيام بالمعالجة الفورية.
ونتيجة لصعوبة أعراض الأمراض المنقولة بواسطة الأغذية والتي تسمى بالعربية التسمم الغذائي، تظهر أهمية هذه الشرائط في الكشف المبكر عن المسبب وتجنبه.
يوجد عدة أنواع للشرائط، يتم استخدمها على الطعام مباشرة دون تحضيرات مسبقة وتظهر النتيجة على الشريط تلقائيا عند حدوث تفاعل بينه وبين المادة المخصصة للكشف عنها فتعمل الشرائط كمؤشر لوجود المسبب بتغيير لون الشريط أو شكله. هو طريقة كشف سريع على اساس الملاحظة البصرية أو التحليل الكمي للنتائج حسب الألوان الظاهرة أو التغيرات المغناطيسية التي نتجت، بتفاعل مع المادة المراد اختبارها.
تجهيز الشرائط سهل وبسيط نسبيا، عادة ما تكون مغلفة بسائل خاص فيتم تجفيفها بالطريقة المناسبة ز من ثم يتم ببساطة اسقاط مادة الاختبار على الشريط فلذلك يمكن لاي شخص استخدامه دون أي تدريب.
يمكن التخلص منها بسهولة ومن المتوقع ان تصبح ارخص تقنية للكشف عن سلامة الاغذية.
يتم تنظيف وتعقيم المطابخ والأماكن التي تخزن الطعام (لتفادي مسببات المرض) باستخدام الماء الدافئة أو المطهرات والمعقمات المناسبة.

## الأنواع
يوجد عدة أنواع من شرائط اختبار سلامة الأغذية في الأسواق.

1- اختبار فحص التفاعل الإنزيمي (بالإنجليزية Assay enzyme reactant test):
ويجرى هذا الاختبار بغمس شريط الاختبار في خليط من الطعام المضروب في الخلاط أو في عينة من الطعام مع ماء مقطر وكاشف (أي معامل كيماوي Reagent). وهذا النوع من الشرائط مصمم خصيصا للكشف عن سلالات بكتريا إي كولاي والسلمونيلا الضارة بالإنسان.
2- المسحة سالبة الجرام (بالإنجليزية Gram- negative swab):
ويتم اختبارها على الطعام مباشرة دون أي تحضيرات مسبقة. وعادة ماتكون نتائج المسحة سلبية الجرام أسرع من نتائج شرائط التفاعل الإنزيمي ولكن الفرق بينهما هو أن المسح سلبي الجرام يكشف عن كافة أنواع البكتريا الممرضة وليس فقط عن الأنواع التي توجد في الأطعمة والتي تتسبب في إمراض الإنسان كما هو الحال في النوع الأول.
3-شرائط اختبار كلوريد الامونيوم الرباعية: (Quaternary ammonia chlorine (QAC
تستخدم في تعقيم معدات التجهيز للمواد الغذائية. شرائط الاختبار ينبغي أن توضع في محلول الاختبار حتى يتشبع، بعد 60-90 ثانية، يقارن باللون الموجود على العلبة للقراءة. فاذا كان تركيز QAC منخفض لا يتم تعقيم شامل للطعام والأسطح أو المعدات.اما باستخدام تركيز أعلى من الموصى بها قد يترك مخلفات سامة على هذه السطوح. فيجب الرجوع إلى قسم الصحي المحلي لضمان ان كانت تلبي المعيار المناسب.
4-شرائط اختبار المطهرات (لكلور):
تستخدم هذه الشرائط لمعرفة ان كانت هذه المطهرات المبيضة مثل الكلور على تركيز عالي وآمن تمكن من استخدامها في تعقيم معدات الطعام. هذه الشرائط تغطس في محلول هذا المطهر ثم يتم مقارنة لونها مع الألوان المرفقة مع المنتج. بعد ذلك يتم تحديد ان كان هذا المطهر يقتل البكتيريا ويقللها لمستوى آمن يسمح باستخدام معدات الطعام بعد تعقيمه به.
5-شريط اختبار pH:
يستخدم في فحص شدة حموضة المحاليل بدقة عالية بإعطاء قيمة محددة، كفحص حموضة حمض الخليك (الخل) وارز السوشي، برك السباحة. كما انه مهم لتحديد مستوى صحة الإنسان كفحص حموضة الدم والبول، يعتبر هذا الشريط سهل الاستخدام ويعطي نتائج سريعة، كما انه رخيص الثمن. يمكن شراء علبة الشرائط من الصيدلية التي تحتوي على شرائط اختبار pH بالأضافة إلى مخطط من درجات pH مع ألوانها لمقارنتها مع الشريط. طريقة استخدام الشريط هي غمس الجزء الملون من الشريط في المحلول المراد فحصه لبضع ثوان، ثم مقارنته قبل ان يجف مع المخطط الملحق لتحديد شدة الحموضة.
6- تقنيات الكيمياء الحيوية:
تستخدم أساسا في اختبار مسببات الأمراض التي تنقلها الأغذية والكائنات الدقيقة الأخرى. وعادة ما يتطلب هذا الاختبار طريقة الشريط الميكروبيولوجي طبقتين. واحدة هي طبقة من البولي بروبلين المتحدة مع الشبكة، وغيرها من الطبقات البولي ايثيلين المغلفة مع المستنبت والمواد اللونية. بعد العلاج، يمكن للعينة تلقيحها مباشرة على ورقة الميكروبية دون تخصيب اليورانيوم. يمكن تنمية العينة في درجات حرارة مناسبة، وسيتم إنتاج إنزيمات معينة مثل نمو الكائنات الحية الدقيقة، وسوف تتفاعل مع المواد اللونية الثابتة، وبعد ذلك سوف تظهر المستعمرات من ألوان مختلفة. ويمكن إجراء الكشف السريع ببساطة عن طريق حساب عدد المستعمرات. أكبر ميزة لهذه التقنية الحيوية هو أنه يوفر للناس من الاعدادات الكثيرة والتحضيرات للكشف عن وجود المستعمرات البكتيرية ويسمح للانتهاء من العمل بأقصر وقت ممكن، ويساعد على تحسين كفاءة الاختبارات الميكروبية. وبالإضافة إلى ذلك، تقوم آلية عمل هذه التقنية على تكنولوجيا الخلايا الحيه، وذلك تمشيا مع معايير سلامة الأغذية وأنظمة الجودة الصحية، وبالتالي فهو أسهل ليتم استلامها من قبل المستهليكين. أما الجانب السلبي هو أن النظام اللون هو بسيط نسبيا. وعدم انتظام توزيع مستنبت أو مادة اللونية على شريط الاختبار قد يؤدي إلى نمو غير موحد أو توزيع الكائنات الحية الدقيقة الغير المتكافئ.
7- التقنية اللونية الكيميائية:
هي طريقة من طرق اختبار سلامة الاغذية المختلفة كما يمكنها الكشف النوعي أو شبه الكمي للمواد، حيث يتم تفاعل مادة الاختبار في الغذاء مع كاشف كيميائي معين مما يؤدي إلى تغيير اللون ويتم مقارنته مع بطاقات الألوان القياسية، وبناءً على نتيجة هذه المقارنة اللونية يتم التحليل لمعرفة النتائج. تمتاز هذه التقنية بعدة ميزات أهمها، التكلفة المنخفضة، دورة الإنتاج قصيرة، سهولة الاستخدام والظهور السريع للون وبالتالي ظهور النتائج مباشرةً.اللجانب السلبي في هذه التقنية هو انخفاض حساسيتها، فلا يمكن أن تًستخدم في الكشف عن المواد الموجودة بكميات ضئيلة. بالإضافة إلى أن مثل هذه الأساليب تعتمد بشكل كبير على التفاعلات الكيميائية لمواد الاختبار، فالنتائج يمكن ان تتغير بسبب التدخلات الخارجية خلال عملية التفاعل. حاليا التقنية اللونية الكيميائية هي الأكثر انتشارِاً وشيوعاَ واستخدماَ على نطاق واسع، وهي الطريقة الأفضل في الكشف السريع عن المواد ويتم تطبيقها في الكشف عن المواد المضافة بصورة غير قانونية والمواد الخطرة في المنتجات الزراعي. على سبيل المثال، تستخدم شرائط الاختبار الكيميائية اللونية في الكشف السريع عن الكلور، والنتريت واليوريا وغيرها من المواد التي قد توجد في الغذاء.
8-ورقة الكروماتوغرافي (paper chromatography):
هي عملية تجمع بين تقنيات الاحياء الجزيئية وطريقة شرائط الاختبار يسمح باختبار الاهداف على المستوى الجزيئي فقد اظهر الجمع بينهما توقعات كبيرة وطبق للكشف عن مسببات الامراض والفيروسات والمايكروبات والكائنات المعدلة جينيا في الطعام، ففي الوقت الحالي تعد كروموتوغرافية الورقة للحمض النووي (nucleic acid paper chromatography من أهم الابحاث، فهي تقنية تجمع بين تكنولوجيا اختبار الحمض النووي أو كما يسمى أيضا اختبار تضخيم الحمض النووي في علم الاحياء الجزيئية وبين طريقة كروموتوغرافية الورقة بحيث تشمل التقنية الحساسية العالية من اختبار تضخيم الحمض النووي، ومن الميزات انهابسيطة ورخيصة السعر من كروموتوغرافية الورقة.
وأيضا تكنولوجيا مصفوفة DNA دقيقة (microarray)، وهي تكنولوجيا مستمدة من التطور المستمر في تكنولوجيا الجينات وعلم المادة، بحيث يمكن التعرف بسرعة على سلسلة الجينات والمعلومات المحمولة عليها، عن طريق تهجين سلسلة الجينات المعروفة مع الأخرى غير معروفة. ومن مزايا استخدام شرائط الاختبار على المستوى الجزيئي يشمل حدود الكشف المنخفضة، الكفاءة العالية وغيرها. ومن سلبياتها انها تكلف كثيرا وتحتاج تحضير كميات كبيرة من مقاطع الحمض النووي قبل متسلسلة (pre-sequence DNA).

## طريقة الاستخدام
تعمل شرائط التفاعل الإنزيمي عندما يخترق محلول منظم الجدار البكتيري مما يؤدي إلى خروج الإنزيمات التي تتفاعل مع شريط الاختبار عند لمسها.
أما شرائط سالبة الجرام فتنشط عند وجود الكائنات الممرضة، حيث يتغير لون المسحة نفسها.

## الموثوقية
يمكن الوثوق بدرجة كبيرة في نتائج النوعين إذ سيكشف كلاهما عن وجود مسببات الأمراض في حوالي 95-98% من الحالات.

## وصلات خارجية
- Article on Instant Test Strips by Sean Henahan, Access Excellence